# Лазакович, Мария Павловна
Мария Павловна Лазакович (род. 1946) — прядильщица Барнаульского меланжевого комбината Министерства текстильной промышленности РСФСР, Алтайский край, полный кавалер ордена Трудовой Славы (1986).

## Биография
Родилась в 1946 году в селе Усть-Кажа Старобардинского (ныне – Красногорского) района Алтайского края в семье колхозника. Русская.
Трудовую деятельность начала в 1963 году чистильщицей машин в прядильном цехе Барнаульского меланжевого комбината. В короткое время в совершенстве овладела профессией прядильщицы, освоила передовые методы ткацкого производства и вошла в число лучших тружеников комбината. Без отрыва от работы Мария Павловна окончила вечернее отделение Барнаульского текстильного техникума. В период 9-й пятилетки (1971–1975) она обслуживала 1344 веретена, в 10-й пятилетке (1976–1980) – 2300 веретён вместо 1100 по отраслевой норме. Такое было возможно только при высоких профессиональных навыках, быстром выполнении технологических операций. На ликвидацию обрыва нити М. П. Лазакович затрачивала 2,9 секунды при норме 5,2, на смену катушки вместо 12 секунд – в два раза меньше. За рабочую смену у неё «набегало» полтора часа, а это – дополнительные 22 килограмма пряжи.
Указами Президиума Верховного Совета СССР от 21 апреля 1975 года за высокие достижения в труде и многолетнюю безупречную работу на одном предприятии Лазакович Мария Павловна была награждена орденом Трудовой Славы 3-й степени, а от 17 марта 1981 года за успешное перевыполнение заданий 10-й пятилетки – орденом Трудовой Славы 2-й  степени.
Завершив план 10-й пятилетки за 3 года и 4 месяца, М. П. Лазакович выступила инициатором соревнования за выполнение в 11-й пятилетке (1981–1985) десяти годовых заданий. Этот почин на комбинате поддержали более 680 рабочих. Большинство, в том числе и инициатор соревнования, выполнили взятые обязательства.
Указом Президиума Верховного Совета СССР от 23 мая 1986 года за успехи, достигнутые в выполнении заданий 11-й пятилетки и социалистических обязательства, Лазакович Мария Павловна награждена орденом Трудовой Славы 1-й степени. Стала первым в Алтайском крае полным кавалером ордена Трудовой Славы.
В 12-й пятилетке (1986–1990) она увеличила зону обслуживания до 2430 веретён при отраслевой норме 1270.
После 35 лет работы на комбинате вышла на заслуженный отдых.
Избиралась депутатом Алтайского краевого Совета народных депутатов и членом Барнаульского горкома КПСС (член партии с 1969 года).
Проживает в городе Барнауле – административном центре Алтайского края.

## Награды
Награждена орденами Трудовой Славы 1-й, 2-й, 3-й степеней:
3 ст. 21.04.1975 № 36109
2 ст. 17.03.1981 № 8607
1 ст. 23.05.1986 № 267
- медалями, в том числе медалями ВДНХ СССР, знаками «Ударник пятилетки», «Победитель социалистического соревнования»»[1].